# Volker Petzold
Volker Petzold (* 1951 in Halle an der Saale) ist ein deutscher promovierter Betriebswirt, der öffentlich insbesondere als Filmhistoriker und Autor zum Filmschaffen in der DDR in Erscheinung tritt.

## Leben und Wirken
Volker Petzold studierte Chemie und Betriebswirtschaft in Merseburg sowie Philosophie und Ästhetik in Jena. An der Ingenieurhochschule Köthen war er von 1976 bis 1984 als wissenschaftlicher Assistent angestellt. Im Zeitraum von 1986 bis 1991 war er im Bundessekretariat des Kulturbundes der DDR für die Filmklubarbeit verantwortlich. Parallel arbeitete er als Autor für Radio DDR II. 1990 wirkte er am Runden Tisch des Deutschen Fernsehfunks mit und war in der Wendezeit bis zur Abwicklung des DDR-Fernsehens stellvertretender Chefredakteur.
1991 war Petzold Mitbegründer des Filmfestivals Cottbus, für das er in den 1990er-Jahren tätig war. Zudem war er von 1994 bis 1997 Vorsitzender des Verbands für Filmkommunikation. Seit 2001 tritt Petzold als Programmberater für das Internationale Kinder- und Jugendfilmfestival Schlingel in Chemnitz in Erscheinung.
Seit 2016 ist Petzold Vorstandsmitglied des Deutschen Instituts für Animationsfilm. Zusammen mit dem Trickfilmer Jörg Herrmann kuratierte er 2025 unter der Überschrift Bild für Bild – Phase für Phase eine neue Dauerausstellung zum Animationsfilm in den Technischen Sammlungen Dresden.
Petzold verfolgt seit den 1990er-Jahren zahlreiche medienhistorische Projekte, die in Ausstellungen und Publikationen mündeten. Schwerpunkte seiner Forschungen sind das Filmschaffen in der DDR jenseits des staatlichen Filmproduktionsunternehmens DEFA sowie das Animationsfilmschaffen in der DDR. Mehrfach realisierte er Projekte in Zusammenarbeit mit dem Filmmuseum Potsdam und der DEFA-Stiftung.

## Schriften (Auswahl)
- Martin, warum weinest Du? Die Animationsfilme des DEWAG-Studios für Werbefilme 1953–62. Deutsches Institut für Animationsfilm, Dresden 2023, ISBN 978-3-00-077130-9.
- Von der Hand zur Puppe. Ein Leben für den Animationsfilm. Im Gespräch mit Günter Rätz. Schriftenreihe der DEFA-Stiftung, Bertz + Fischer, Berlin 2022, ISBN 978-3-86505-419-7.
- mit Ralf Forster: Im Schatten der DEFA. Private Filmproduzenten in der DDR. Herbert von Harlem, Karlsruhe 2010, ISBN 978-3-7445-0203-0.
- Das Sandmännchen. Alles über unseren Fernsehstar. Edel Edition, Hamburg 2009, ISBN 978-3-941378-06-3.
- Das große Ost-West-Sandmännchenlexikon. Verlag für Berlin-Brandenburg (vbb), Berlin 2009, ISBN 978-3-86650-475-2.
- mit Wieland Becker: Tarkowski trifft King Kong. Geschichte der Filmklubbewegung der DDR. Vistas, Leipzig 2001, ISBN 978-3-89158-309-8.